# Assagai
Assagai aussi connu sous le nom Assegai
Assagai est un groupe d'Afrique du Sud, actif au début des années 1970 à Londres.
Il était constitué de cinq membres: Louis Moholo, Mongezi Feza trompettiste que l'on retrouvera
aux côtés de Robert Wyatt sur l'album Rock Bottom, Bizo Muggikana, Fred Coker, et Dudu Pukwana.
Leur musique est aux confluences de l'afro-beat, du funk et des musiques « traditionnelles » 
africaines. Avec un traitement des cuivres proche de ce que l'on pouvait alors entendre dans 
le free jazz (cf. par ex. Dollar Brand), et des arrangements subtiles, Assagai fait preuve 
d'une originalité et d'une richesse d'inventions toujours présente que l'on peut rapprocher de
Cymande, autre groupe de la même période.
Ils ont enregistré pour le label britannique Vertigo Records.
Ils réalisent leur premier album, intitulé Assagai, en 1971. Il a été réédité en 1994 par Repertoire Records.
Leur deuxième album, Zimbabwe, a été réalisé fin 1971 et a été publié par Philips. L'album a été réédité sous format LP par le label Music for Pleasure (record label), mais sous un titre différent, AfroRock.
Dans les années 1960, Pukwana, Feza et Moholo étaient membres du groupe de jazz The Blue Notes.